# Andrew Blackman
Andrew Blackman, född 2 augusti 1956 i Brisbane, är australisk skådespelare och regissör. Under 2006-2007 spelade han Don Fry (Taylors pappa) i serien Pinsamheter.